# جون غراهام (سياسي أمريكي)
جون غراهام (بالإنجليزية: John Graham)‏ هو دبلوماسي وسياسي أمريكي، ولد في 1774 في دومسفريس في الولايات المتحدة، وتوفي في 6 أغسطس 1820 في واشنطن العاصمة في الولايات المتحدة.